# Taleigao
Taleigao är en ort i Indien.   Den ligger i distriktet North Goa och delstaten Goa, i den sydvästra delen av landet, 1 500 km söder om huvudstaden New Delhi. Taleigao ligger 2 meter över havet och antalet invånare är 17 148.
Terrängen runt Taleigao är platt. Havet är nära Taleigao åt sydväst. Runt Taleigao är det tätbefolkat, med 982 invånare per kvadratkilometer. Närmaste större samhälle är Panaji, 3,0 km norr om Taleigao. Trakten runt Taleigao består till största delen av jordbruksmark.